# Boris Sarafoff
Boris Sarafoff este o operă literară scrisă de Ion Luca Caragiale. 